# Lioux
Lioux est une commune française située dans le département de Vaucluse, en région Provence-Alpes-Côte d'Azur.

## Géographie
Lioux est un petit village au nord d'Apt et au pied sud des plateaux des monts de Vaucluse. Le village fait partie du périmètre du parc naturel régional du Luberon.
Le village est au pied de la falaise de la Madeleine (orientée nord-est - sud-ouest).
Le village de Joucas est à 7 km, Murs est à 9 km, Roussillon à 9 km, Saint-Saturnin-lès-Apt à 10 km et Gordes à 11 km.
| Méthamis |       | Monieux                |
|          | Lioux |                        |
| Murs     |       | Saint-Saturnin-lès-Apt |

### Accès et transports
La gare TGV la plus proche est la gare d'Avignon TGV. La commune est desservie par les sorties de l'autoroute A7 à Avignon Sud ou Cavaillon.

### Relief

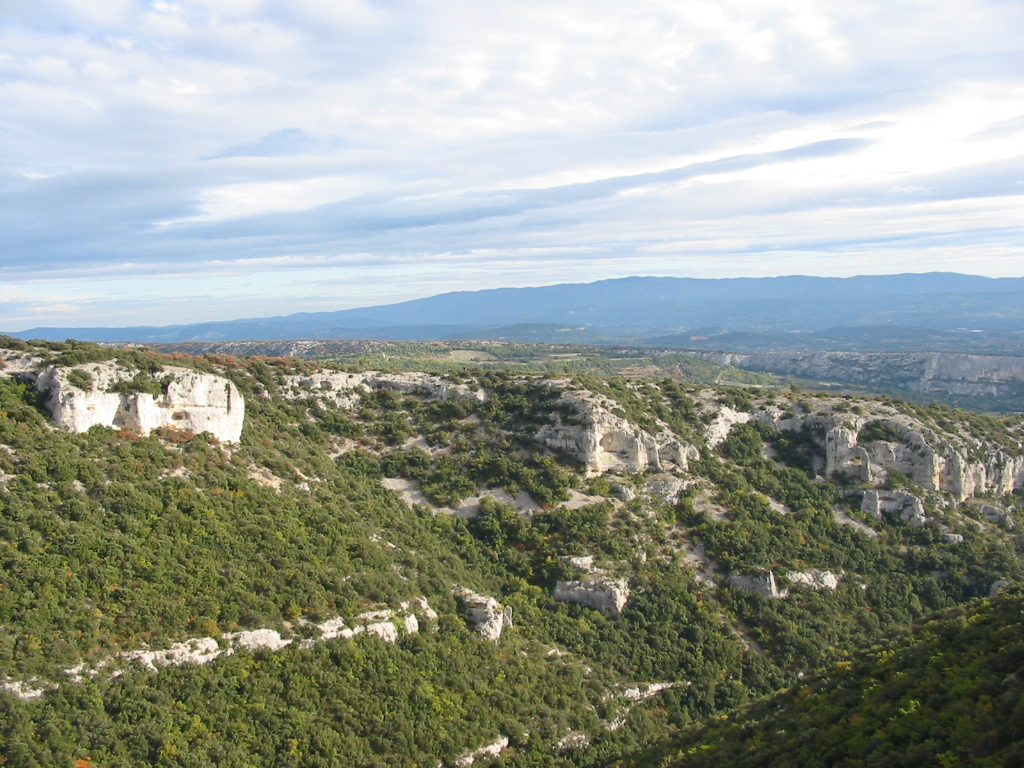
La combe de Lioux.

Le territoire de la commune est caractérisé par un fort vallonnement de forêts et de bois entre lesquels les ruisseaux se fraient un passage dans les combes (la Cigalière, Vaumale, etc.).
L'élément du relief le plus marquant de la commune est la falaise de la Madeleine qui culmine à près de 100 mètres de haut. Il existe d'autres falaises sur la commune le long de la grande combe de Lioux.
Le Grand Adrech (890 m), (876 m), Chante Coucou (769 m)[Quoi ?]

### Occupation des sols
Plusieurs forêts domaniales : Javon, Saint-Lambert et Eymians.

### Sismicité

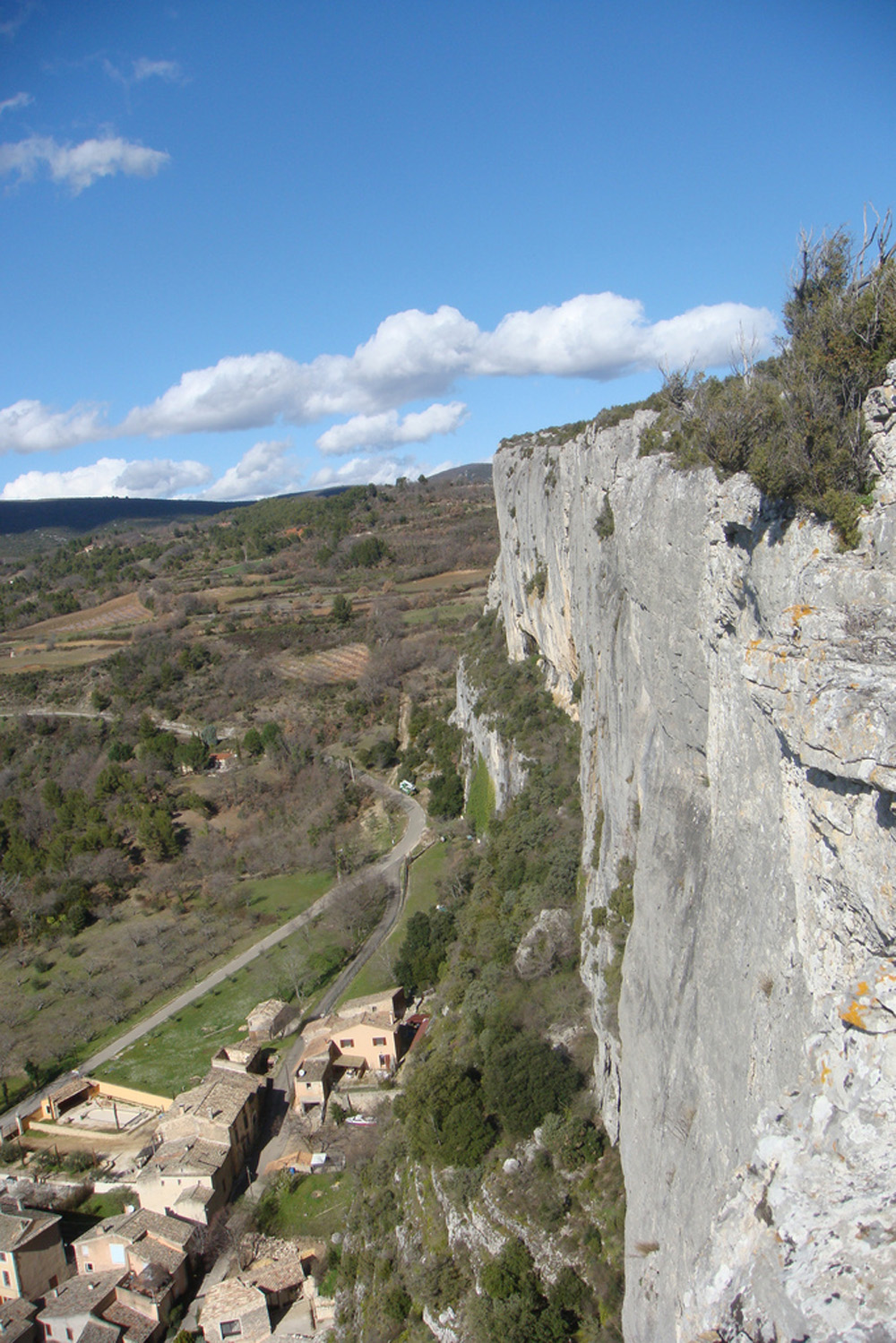
Falaise de la Madeleine.

La falaise de la Madeleine à Lioux, longue de sept kilomètres et d'une hauteur culminant à 80 mètres, est une faille orientée NE-SO. Elle est constituée de calcaire du bédoulien (aptien inférieur) à faciès urgonien. Elle a fonctionné de l'éocène à l'oligocène.
Les cantons de Bonnieux, Apt, Cadenet, Cavaillon, et Pertuis sont classés en zone Ib (risque faible). Tous les autres cantons du département de Vaucluse, dont celui de l'Isle-sur-la-Sorgue auquel appartient la commune, sont classés en zone Ia (risque très faible). Ce zonage correspond à une sismicité ne se traduisant qu'exceptionnellement par la destruction de bâtiments

### Géologie
La formation de la falaise de la Madeleine a été datée d'environ 30 millions d'années. Géologiquement, c'est le résultat de la poussée qui a formé les monts de Vaucluse.

Vues différentes de la falaise de la Madeleine
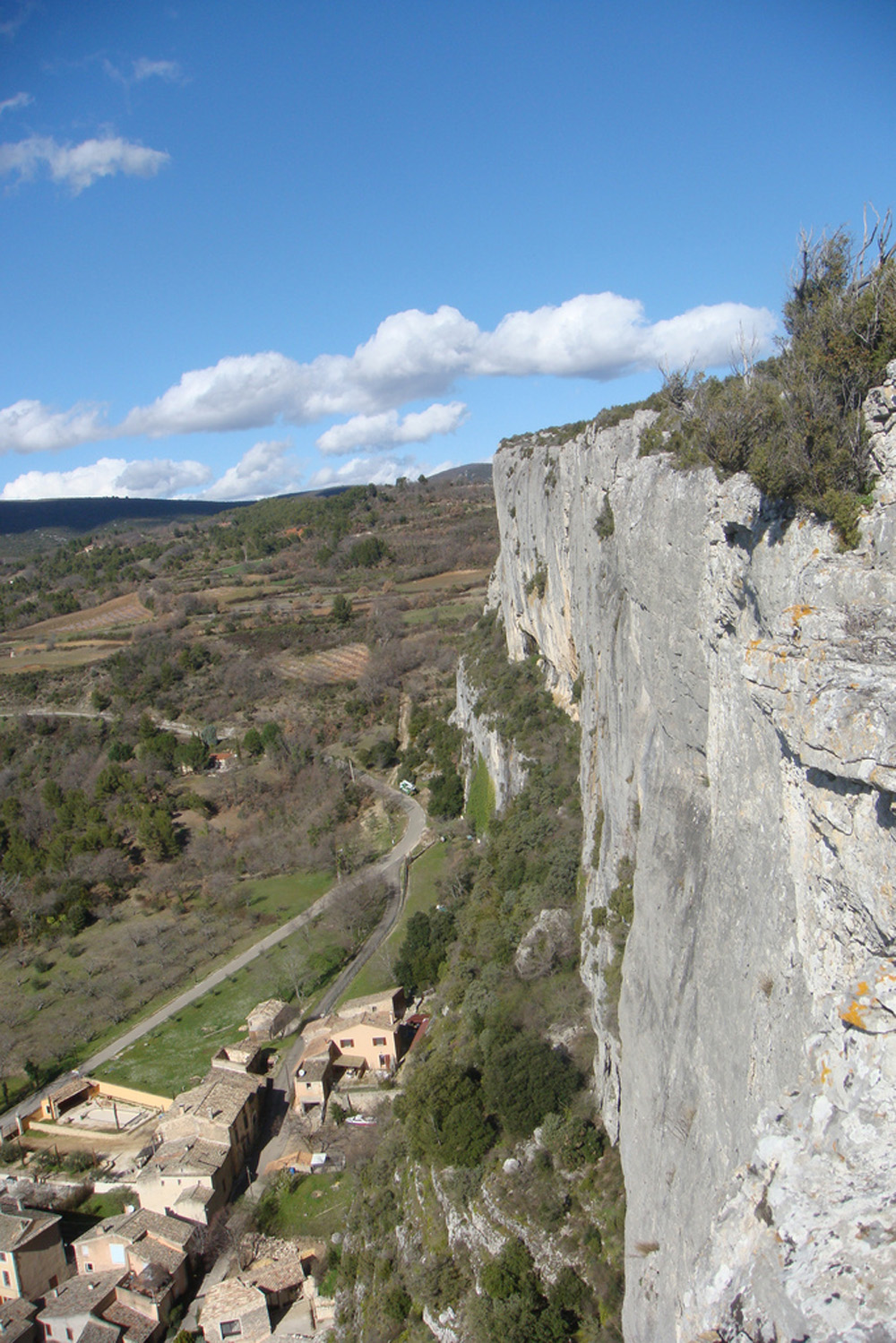
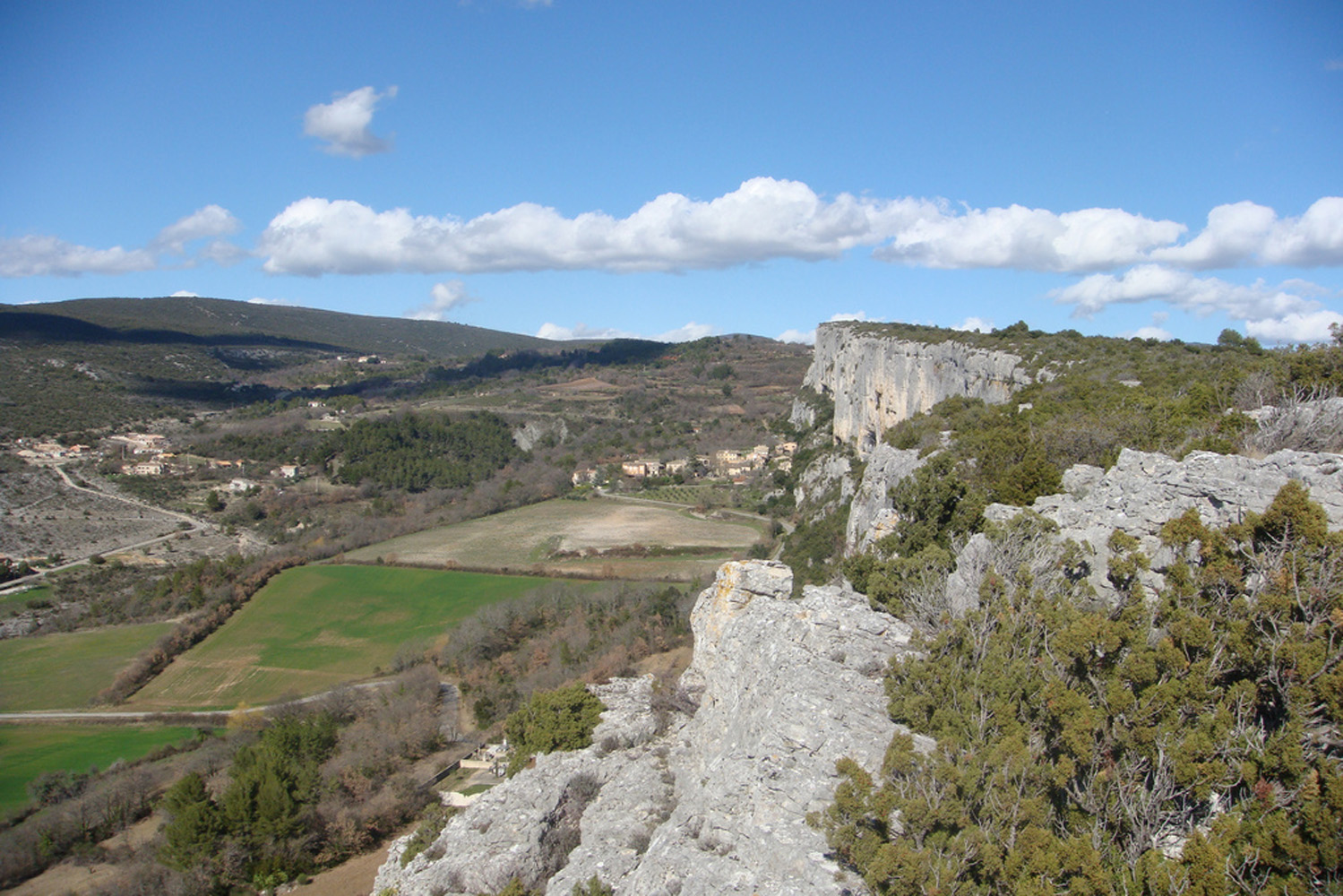
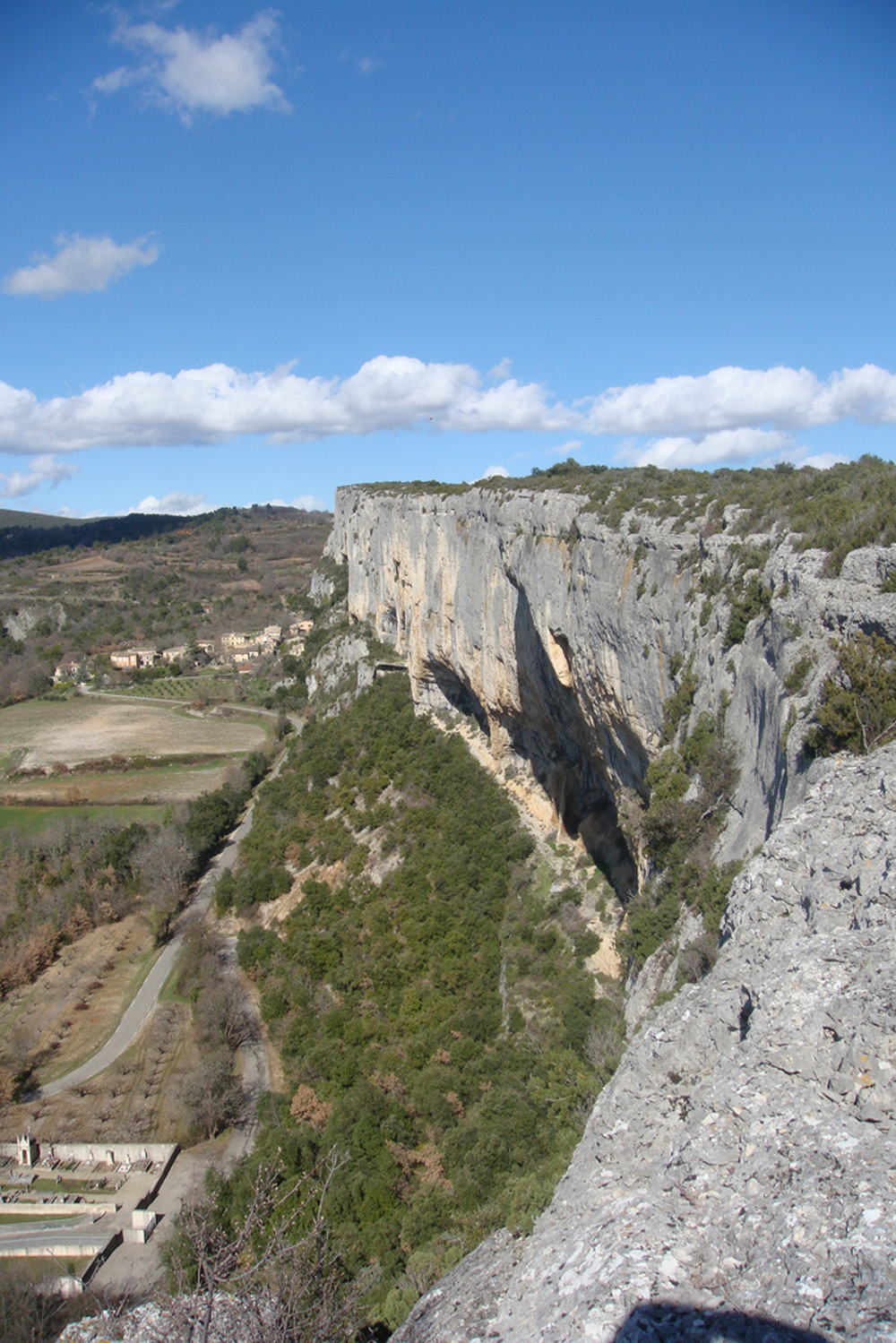

### Climat
Pour des articles plus généraux, voir Climat de Provence-Alpes-Côte d'Azur et Climat de Vaucluse.
En 2010, le climat de la commune est de type climat méditerranéen franc, selon une étude du Centre national de la recherche scientifique s'appuyant sur une série de données couvrant la période 1971-2000. En 2020, Météo-France publie une typologie des climats de la France métropolitaine dans laquelle la commune est dans une zone de transition entre le climat de montagne et le climat méditerranéen et est dans la région climatique  Provence, Languedoc-Roussillon, caractérisée par une pluviométrie faible en été, un très bon ensoleillement (2 600 h/an), un été chaud (21,5 °C), un air très sec en été, sec en toutes saisons, des vents forts (fréquence de 40 à 50 % de vents > 5 m/s) et peu de brouillards. 
Pour la période 1971-2000, la température annuelle moyenne est de 12,5 °C, avec une amplitude thermique annuelle de 17 °C. Le cumul annuel moyen de précipitations est de 770 mm, avec 6,5 jours de précipitations en janvier et 3,2 jours en juillet. Pour la période 1991-2020, la température moyenne annuelle observée sur la station météorologique de Météo-France la plus proche, « Murs », sur la commune de Murs à 5 km à vol d'oiseau, est de 13,3 °C et le cumul annuel moyen de précipitations est de 757,8 mm. 
La température maximale relevée sur cette station est de 42,4 °C, atteinte le 28 juin 2019 ; la température minimale est de −13,2 °C, atteinte le 12 février 2012,,. 
Les paramètres climatiques de la commune ont été estimés pour le milieu du siècle (2041-2070) selon différents scénarios d'émission de gaz à effet de serre à partir des nouvelles projections climatiques de référence DRIAS-2020. Ils sont consultables sur un site dédié publié par Météo-France en novembre 2022.

## Urbanisme

### Typologie
Au 1er janvier 2024, Lioux est catégorisée commune rurale à habitat dispersé, selon la nouvelle grille communale de densité à sept niveaux définie par l'Insee en 2022.
Elle est située hors unité urbaine et hors attraction des villes,.

### Occupation des sols
L'occupation des sols de la commune, telle qu'elle ressort de la base de données européenne d’occupation biophysique des sols Corine Land Cover (CLC), est marquée par l'importance des forêts et milieux semi-naturels (85,5 % en 2018), une proportion sensiblement équivalente à celle de 1990 (85,6 %). La répartition détaillée en 2018 est la suivante : 
forêts (78,1 %), zones agricoles hétérogènes (13 %), milieux à végétation arbustive et/ou herbacée (7,4 %), prairies (1,1 %), cultures permanentes (0,4 %). L'évolution de l’occupation des sols de la commune et de ses infrastructures peut être observée sur les différentes représentations cartographiques du territoire : la carte de Cassini (XVIIIe siècle), la carte d'état-major (1820-1866) et les cartes ou photos aériennes de l'IGN pour la période actuelle (1950 à aujourd'hui).

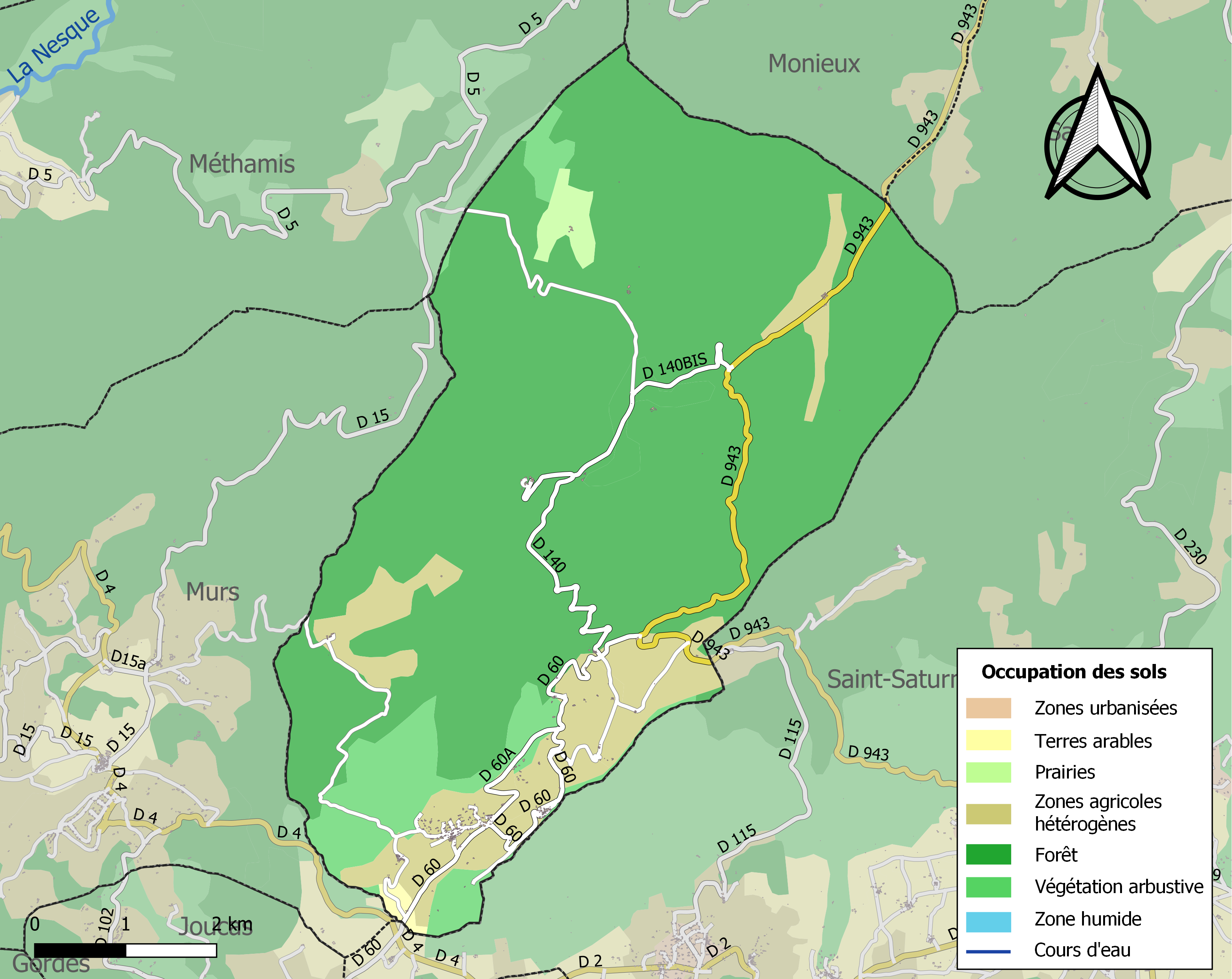
Carte des infrastructures et de l'occupation des sols de la commune en 2018 (CLC).

## Toponymie
Cité en 960 sous la forme Leuca, au XIIe Leu, puis Lhieous et enfin Lueux au XIVe siècle.
Nom de personne gaulois Leucus selon Ernest Nègre sous-entendu Leucis (terris) au locatif pluriel « aux terres de Leucis ». Le nom est issu du gaulois leuca (brillant, clair) que l'on rencontre dans le nom de tribu des Leuques et dans l'épithète gauloise de Mars Leucotius.
Homonymie étymologique avec Lieoux (Haute-Garonne), Liouc (Gard, de Leuco 1156.), Lieuche (Alpes-Maritimes, Leuca).

## Histoire

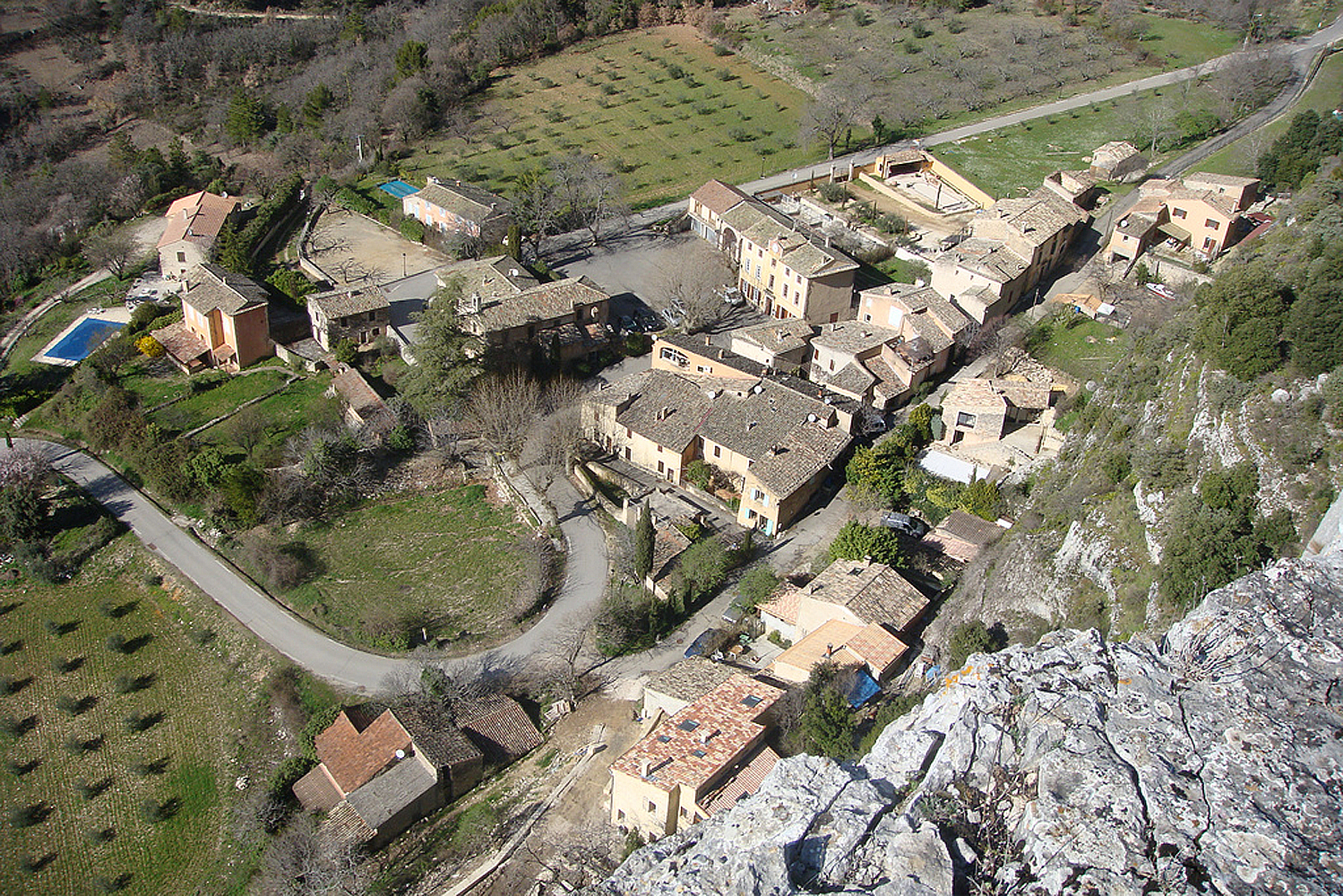
Le village, vu du haut de la falaise.

Contraint de contourner la route proche de la côte, Hannibal serait passé par Lioux pour gagner la route des Alpes. C'est pourquoi l'éléphant est présent sur les armoiries de la ville.
- Le Fief des d'Agoult, puis des Astouaud.
- Propriété de l'évêque de Carpentras au XVIe siècle.

Au début du XVIe siècle, le nord du territoire actuel, dont Javon, est cédé aux Baroncelli (devenus depuis Baroncelli-Javon) alors qu'il faisait partie du Comtat Venaissin.
- Au XXe siècle, le château de Javon est acheté par André Vayson de Pradenne. Le 4 août 1978, le château de Javon est inscrit comme Monument historique.

### Héraldique
| Blason de Lioux | Les armes peuvent se blasonner ainsi : Coupé : au premier d'azur à la barre d'or, au second d'argent à un éléphant aussi d'azur. |

## Politique et administration

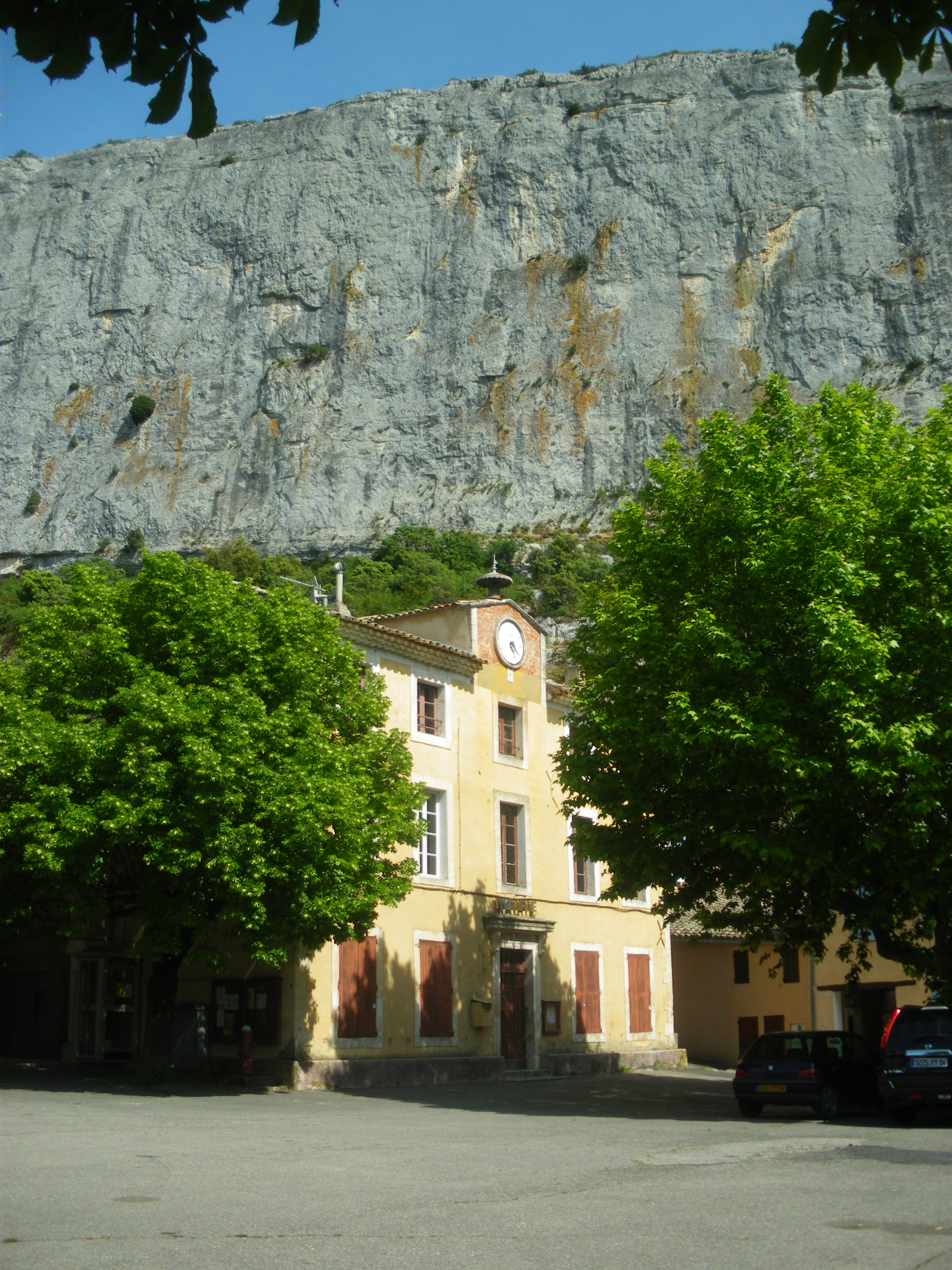
Mairie de Lioux en 2010

| Période                                  | Période  | Identité         | Étiquette | Qualité |
| ---------------------------------------- | -------- | ---------------- | --------- | ------- |
| 2025                                     | en cours | Patrice Fournier |           |         |
| Les données manquantes sont à compléter. |          |                  |           |         |

### Fiscalité
| Taxe                                                | Part communale | Part intercommunale | Part départementale | Part régionale |
| --------------------------------------------------- | -------------- | ------------------- | ------------------- | -------------- |
| Taxe d'habitation (TH)                              | 3,12 %         | 0,00 %              | 7,55 %              | 0,00 %         |
| Taxe foncière sur les propriétés bâties (TFPB)      | 6,80 %         | 0,00 %              | 10,20 %             | 2,36 %         |
| Taxe foncière sur les propriétés non bâties (TFPNB) | 41,47 %        | 0,00 %              | 28,96 %             | 8,85 %         |
| Taxe professionnelle (TP)                           | 00,00 %        | 16,38 %             | 13,00 %             | 3,84 %         |

La part régionale de la taxe d'habitation n'est pas applicable.
La taxe professionnelle est remplacée en 2010 par la cotisation foncière des entreprises (CFE) portant sur la valeur locative des biens immobiliers et par la contribution sur la valeur ajoutée des entreprises (CVAE) (les deux formant la contribution économique territoriale (CET) qui est un impôt local instauré par la loi de finances pour 2010).

## Démographie
L'évolution du nombre d'habitants est connue à travers les recensements de la population effectués dans la commune depuis 1793. Pour les communes de moins de 10 000 habitants, une enquête de recensement portant sur toute la population est réalisée tous les cinq ans, les populations de référence des années intermédiaires étant quant à elles estimées par interpolation ou extrapolation. Pour la commune, le premier recensement exhaustif entrant dans le cadre du nouveau dispositif a été réalisé en 2007.

En 2022, la commune comptait 287 habitants, en évolution de +4,36 % par rapport à 2016 (Vaucluse : +1,73 %, France hors Mayotte : +2,11 %).
| 1793 | 1800 | 1806 | 1821 | 1831 | 1836 | 1841 | 1846 | 1851 |
| ---- | ---- | ---- | ---- | ---- | ---- | ---- | ---- | ---- |
| 299  | 301  | 321  | 444  | 423  | 491  | 469  | 463  | 467  |

| 1856 | 1861 | 1866 | 1872 | 1876 | 1881 | 1886 | 1891 | 1896 |
| ---- | ---- | ---- | ---- | ---- | ---- | ---- | ---- | ---- |
| 531  | 499  | 511  | 456  | 471  | 497  | 432  | 384  | 361  |

| 1901 | 1906 | 1911 | 1921 | 1926 | 1931 | 1936 | 1946 | 1954 |
| ---- | ---- | ---- | ---- | ---- | ---- | ---- | ---- | ---- |
| 322  | 356  | 373  | 273  | 225  | 235  | 319  | 322  | 362  |

| 1962 | 1968 | 1975 | 1982 | 1990 | 1999 | 2006 | 2007 | 2012 |
| ---- | ---- | ---- | ---- | ---- | ---- | ---- | ---- | ---- |
| 197  | 176  | 213  | 197  | 324  | 248  | 251  | 251  | 243  |

| 2017 | 2022 | - | - | - | - | - | - | - |
| ---- | ---- | - | - | - | - | - | - | - |
| 288  | 287  | - | - | - | - | - | - | - |

## Économie

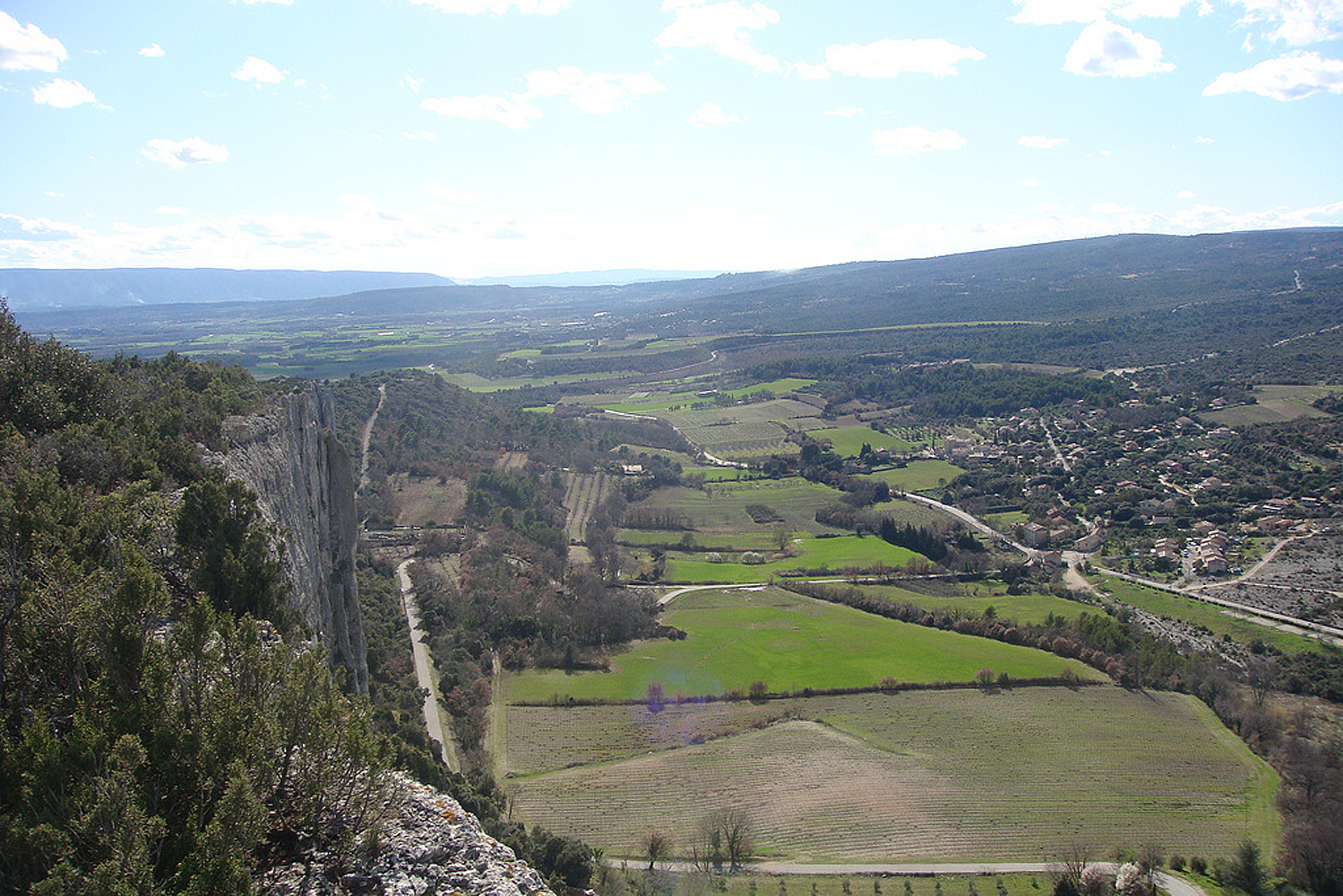
Terroir agricole de la commune.

Plantations : oliviers, vignes, lavandes et lavandins, amandiers et arbres fruitiers divers.
Élevages ovins et caprins.
Centre national d'élevage de Baumelles (gibier).
La commune produit des vins AOC ventoux. Les vins qui ne sont pas en appellation d'origine contrôlée peuvent revendiquer, après agrément, le label vin de pays d'Aigues.

## Vie locale
École primaire quartier Lacombe.
Sur la commune peuvent se pratiquer la spéléologie, la randonnée.

## Lieux et monuments
- L'Église romane de Saint-Romain.
- Les Ruines du château de Bezaure (XIVe et XVIe siècles).

Sur la commune :
- La falaise de la Madeleine : falaise de calcaire gris. L'escalade y est interdite : site Natura 2000 Rochers et combes des monts de Vaucluse ;
- Le château Parrotier du XVIIIe siècle avec tours rondes (privé). Il appartient au couturier Pierre Cardin) ;
- Le château de Javon (Renaissance - privé) ;
- Le château de Lioux (Renaissance) 43° 56′ 37″ N, 5° 17′ 20″ E ;
- Le château Saint-Lambert (privé) et sa chapelle ;
- Les ruines du château du Castellas (XVIe siècle) ;
- Les vestiges (tours) d'anciens moulins à vent.

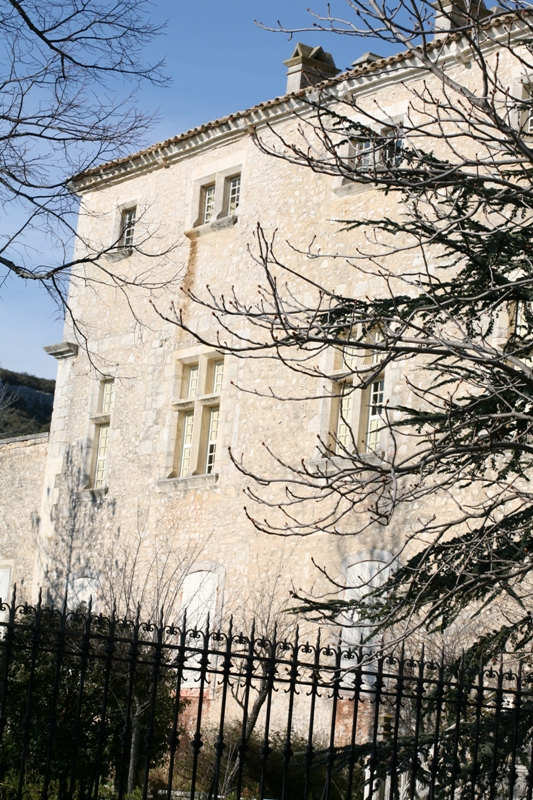
Le château de Javon.
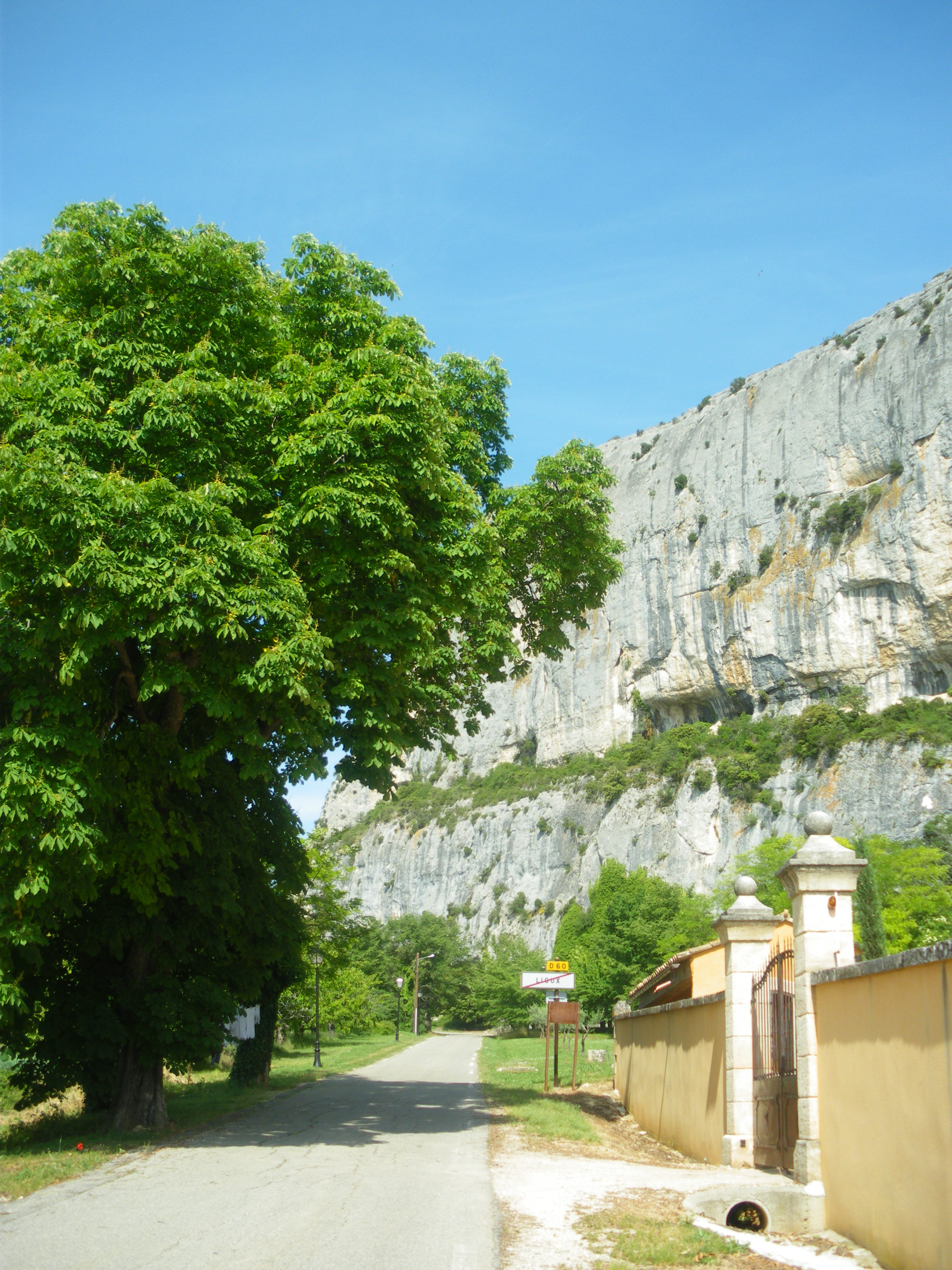
Sortie du village de Lioux, vers la falaise.

## Personnalités liées à la commune
- André Vayson de Pradenne, préhistorien.
- Hans Silvester, photographe.
- Catherine Destivelle, grimpeuse.
- Yves Navarre, écrivain, prix Goncourt.
- Lucienne Lazon, créatrice de la Palme d'or du Festival de Cannes